# Walter Savitch
Walter John Savitch (21 de febrero de 1943 - 1 de febrero de 2021) es conocido por definir la clase de complejidad NL (espacio logarítmico no determinista) y por el teorema de Savitch, que define una relación entre las clases de complejidad NSPACE y DSPACE. También su trabajo en establecimiento de clases de complejidad ha ayudado a crear el trasfondo sobre el cual se puede realizar el razonamiento probabilístico y no determinista.
También realizó un extenso trabajo en el campo del procesamiento del lenguaje natural y la lingüística matemática. Estuvo centrado en la complejidad computacional aplicada a la genética y biología durante más de 10 años.
Además de su trabajo en la ciencia computacional teórica, Savitch escribió una gran variedad de libros para aprender a programar en C/C++, Java, Ada, Pascal y otros.
Savitch recibió su doctorado en matemáticas de la Universidad de California, Berkeley en 1969, bajo la supervisión de Stephen Cook. Desde aquella época fue profesor en la Universidad de California en San Diego en el departamento de informática.